# Atletica leggera ai Giochi della XVI Olimpiade - Salto in alto maschile

Video della gara (film ufficiale dei Giochi)

La competizione del salto in alto maschile di atletica leggera ai Giochi della XVI Olimpiade si è disputata il giorno 23 novembre 1956 al Melbourne Cricket Ground.

## L'eccellenza mondiale
| Campione olimpico 1952   | 2,04      | Walter Davis  | Rit. 1953 |
| Campione europeo 1954    | 2,02      | Bengt Nilsson | Presente  |
| Primatista mondiale      | 2,15 1956 | Charles Dumas | Presente  |
| Vincitore dei Trials USA | 2,15      | Charles Dumas | Presente  |

1. ↑  Nilsson è anche primatista europeo con 2,11 (1954).

## Risultati

### Turno eliminatorio
Qualificazione1,92 m
Ventidue atleti raggiungono la misura richiesta.

Il campione europeo Nilsson è reduce da un recente infortunio e fallisce la qualificazione a 1,92. L'americano Charles Dumas, neo primatista mondiale, è il favorito d'obbligo.
| Atleta                      | Nazione          | Misura | Salti | Salti | Salti | Salti | Salti |
| Atleta                      | Nazione          | Misura | 1,70  | 1,78  | 1,82  | 1,88  | 1,92  |
| --------------------------- | ---------------- | ------ | ----- | ----- | ----- | ----- | ----- |
| Ajit Singh                  | India            | 1,92   | O     | O     | O     | O     | O     |
| Joseph Leresae              | Kenya            | 1,92   | O     | O     | O     | O     | O     |
| Yukio Ishikawa              | Giappone         | 1,92   | O     | O     | O     | O     | O     |
| Stig Pettersson             | Svezia           | 1,92   | -     | O     | O     | O     | O     |
| José da Conceição           | Brasile          | 1,92   | O     | XO    | O     | O     | O     |
| Peter Wells                 | Gran Bretagna    | 1,92   | O     | -     | O     | O     | O     |
| Phil Reavis                 | Stati Uniti      | 1,92   | O     | -     | O     | O     | O     |
| Vern Wilson                 | Stati Uniti      | 1,92   | O     | -     | O     | O     | O     |
| Yang C. K.                  | Taiwan           | 1,92   | O     | -     | O     | O     | O     |
| Patrick Etolu               | Uganda           | 1,92   | O     | O     | -     | O     | O     |
| Ken Money                   | Canada           | 1,92   | XO    | O     | -     | O     | O     |
| Chilla Porter               | Australia        | 1,92   | O     | -     | -     | O     | O     |
| Charles Dumas               | Stati Uniti      | 1,92   | O     | -     | -     | O     | O     |
| Ernie Haisley               | Giamaica         | 1,92   | O     | -     | -     | XXO   | O     |
| Julius Chigbolu             | Nigeria          | 1,92   | O     | -     | O     | -     | O     |
| Maurice Fournier            | Francia          | 1,92   | -     | -     | O     | -     | O     |
| Colin Ridgeway              | Australia        | 1,92   | O     | -     | XO    | -     | O     |
| Volodymyr Sitkin            | Unione Sovietica | 1,92   | -     | -     | -     | -     | O     |
| Igor' Kaškarov              | Unione Sovietica | 1,92   | -     | -     | -     | -     | O     |
| Ciriaco Baronda             | Filippine        | 1,92   | O     | O     | O     | O     | XO    |
| Nagalingam Ethirveerasingam | Ceylon           | 1,92   | O     | -     | O     | O     | XO    |
| Vincent Gabriel             | Nigeria          | 1,92   | O     | -     | -     | XXO   | XO    |
| Gianmario Roveraro          | Italia           | 1,88   | O     | -     | O     | O     | XXX   |
| Bengt Nilsson               | Svezia           | 1,82   | XO    | XO    | XO    | -     | XXX   |
| Maridjo Wirjodemedjo        | Indonesia        | 1,82   | O     | O     | O     | XXX   | -     |
| John Vernon                 | Australia        | 1,82   | O     | O     | O     | X-    | -     |
| I Gusti Putu Okamona        | Indonesia        | 1,82   | -     | O     | XXO   | X-    | -     |
| Vladimir Poljakov           | Unione Sovietica | 0      | -     | -     | -     | -     | XXX   |

### Finale
Dieci atleti valicano i due metri, ma solo quattro superano 2,06: Dumas, l'australiano Porter e il sorprendente russo Kashkarov alla prima prova, lo svedese Pettersson alla terza.

A 2,08 un'ulteriore selezione: Petterson viene eliminato. I tre atleti rimanenti si devono spartire le medaglie.

A 2,10 sbagliano tutti alla prima prova, poi Dumas ce la fa alla seconda e Porter alla terza. Kashkarov è di bronzo.

Si va a 2,12, nuovo record olimpico. I due contendenti sbagliano entrambi due volte, poi Dumas valica l'asticella al terzo tentativo: l'oro è suo.
| Pos     | Atleta                      | Età | Nazione          | Misura | Salti | Salti | Salti | Salti | Salti | Salti | Salti | Salti | Salti | Salti | Salti |
| Pos     | Atleta                      | Età | Nazione          | Misura | 1,80  | 1,86  | 1,92  | 1,96  | 2,00  | 2,03  | 2,06  | 2,08  | 2,10  | 2,12  | 2,14  |
| ------- | --------------------------- | --- | ---------------- | ------ | ----- | ----- | ----- | ----- | ----- | ----- | ----- | ----- | ----- | ----- | ----- |
| Oro     | Charles Dumas               | 19  | Stati Uniti      | 2,12   | -     | -     | O     | O     | O     | XO    | O     | O     | XO    | XXO   | XX-   |
| Argento | Chilla Porter               | 20  | Australia        | 2,10   | O     | -     | O     | O     | O     | O     | O     | XO    | XXO   | XXX   |       |
| Bronzo  | Igor' Kaškarov              | 23  | Unione Sovietica | 2,08   | -     | -     | O     | O     | O     | O     | O     | O     | XXX   |       |       |
| 4       | Stig Pettersson             | 21  | Svezia           | 2,06   | -     | -     | O     | O     | O     | O     | XXO   | XXX   |       |       |       |
| 5       | Ken Money                   | 21  | Canada           | 2,03   | O     | O     | O     | O     | O     | XO    | XXX   |       |       |       |       |
| 6       | Phil Reavis                 | 20  | Stati Uniti      | 2,00   | -     | O     | O     | O     | O     | XXX   |       |       |       |       |       |
| 6       | Colin Ridgeway              | 17  | Australia        | 2,00   | O     | -     | O     | O     | O     | XXX   |       |       |       |       |       |
| 6       | Volodymyr Sitkin            | 21  | Unione Sovietica | 2,00   | -     | -     | O     | O     | O     | XXX   |       |       |       |       |       |
| 9       | Vern Wilson                 | 25  | Stati Uniti      | 2,00   | -     | O     | O     | O     | XO    | XXX   |       |       |       |       |       |
| 10      | Julius Chigbolu             | 27  | Nigeria          | 2,00   | -     | XO    | XXO   | XO    | O     | XXX   |       |       |       |       |       |
| 11      | Ajit Singh                  | 25  | India            | 1,96   | O     | O     | O     | O     | XXX   |       |       |       |       |       |       |
| 11      | Yukio Ishikawa              | 23  | Giappone         | 1,96   | -     | O     | O     | O     | XXX   |       |       |       |       |       |       |
| 11      | Patrick Etolu               | 21  | Uganda           | 1,96   | -     | O     | O     | O     | XXX   |       |       |       |       |       |       |
| 11      | Maurice Fournier            | 23  | Francia          | 1,96   | -     | -     | O     | O     | XXX   |       |       |       |       |       |       |
| 15      | Ernie Haisley               | 19  | Giamaica         | 1,96   | O     | -     | O     | XO    | XXX   |       |       |       |       |       |       |
| 16      | Peter Wells                 | 27  | Gran Bretagna    | 1,96   | O     | O     | XO    | XO    | XXX   |       |       |       |       |       |       |
| 17      | Joseph Leresae              | 19  | Kenya            | 1,92   | O     | O     | XO    | XXX   |       |       |       |       |       |       |       |
| 17      | Ciriaco Baronda             | 22  | Filippine        | 1,92   | -     | O     | XO    | XXX   |       |       |       |       |       |       |       |
| 19      | Vincent Gabriel             | 25  | Nigeria          | 1,92   | O     | O     | XXO   | XXX   |       |       |       |       |       |       |       |
| 20      | José da Conceição           | 25  | Brasile          | 1,86   | O     | O     | XXX   |       |       |       |       |       |       |       |       |
| 20      | Nagalingam Ethirveerasingam | 22  | Ceylon           | 1,86   | O     | O     | XXX   |       |       |       |       |       |       |       |       |
| 20      | Yang C. K.                  | 23  | Taiwan           | 1,86   | -     | O     | XXX   |       |       |       |       |       |       |       |       |